# Persone di nome Jordan/Giocatori di football americano
| Questa pagina contiene informazioni ricavate automaticamente dalle voci biografiche con l'ausilio del template Bio e di un bot. L'aggiornamento è periodico e automatico e ricostruisce completamente la pagina. Se manca una persona in questa lista, sei pregato di non aggiungerla, ma accertati piuttosto che la sua voce biografica contenga il template Bio e che i dati anagrafici siano correttamente compilati. Se il template Bio manca, inseriscilo tu stesso o, in alternativa, metti l'avviso {{tmp\|Bio}} che ne segnala la mancanza. Se i dati riportati sono sbagliati, correggi direttamente la voce biografica; le modifiche saranno visibili in questa lista entro pochi giorni. Per chiarimenti vedi il progetto antroponimi. La lista contiene solo le 55 persone che sono citate nell'enciclopedia e per le quali è stato implementato correttamente il template Bio. Pagina aggiornata al 6 giu 2025. |

Questa è una lista di persone presenti nell'enciclopedia che hanno il nome Jordan e sono giocatori di football americano.

## A(3)
- Jordan Addison, giocatore di football americano statunitense (Frederick, n. 2002)
- Jordan Akins, giocatore di football americano statunitense (Locust Grove, n. 1992)
- Jordan Burch, giocatore di football americano statunitense (Florence, n. 2001)

## B(4)
- Jordan Babineaux, ex giocatore di football americano statunitense (Port Arthur, n. 1982)
- Jordan Battle, giocatore di football americano statunitense (Fort Lauderdale, n. 2000)
- Jordan Bernstine, ex giocatore di football americano statunitense (Des Moines, n. 1989)
- Jordan Bouah, giocatore di football americano italiano (Roma, n. 1995)

## C(1)
- Jordan Cameron, giocatore di football americano statunitense (Los Angeles, n. 1988)

## D(2)
- Jordan Davis, giocatore di football americano statunitense (Charlotte, n. 2000)
- Jordan Devey, giocatore di football americano statunitense (American Fork, n. 1988)

## E(2)
- Jordan Elliott, giocatore di football americano statunitense (Missouri City, n. 1997)
- Jordan Evans, ex giocatore di football americano statunitense (Norman, n. 1995)

## F(2)
- Chase Ford, giocatore di football americano statunitense (Corrigan, n. 1990)
- Jordan Fuller, giocatore di football americano statunitense (n. 1998)

## G(1)
- Jordan Glasgow, giocatore di football americano statunitense (Aurora, n. 1996)

## H(4)
- Jordan Hicks, giocatore di football americano statunitense (Colorado Springs, n. 1992)
- Jordan Hill, giocatore di football americano statunitense (Harrisburg, n. 1991)
- Jordan Howard, giocatore di football americano statunitense (Gardendale, n. 1994)
- Jordan Howden, giocatore di football americano statunitense (San Diego, n. 2000)

## J(5)
- Jordan Jefferson, giocatore di football americano statunitense (Navarre, n. 2001)
- Jordan Jenkins, giocatore di football americano statunitense (Houston, n. 1994)
- Jordan Matthews, giocatore di football americano statunitense (Madison, n. 1992)
- Jordan Love, giocatore di football americano statunitense (Bakersfield, n. 1998)
- Jordan Smith, giocatore di football americano statunitense (Lithonia, n. 1998)

## K(1)
- Jordan Kent, ex giocatore di football americano statunitense (Dhahran, n. 1984)

## L(2)
- Jordan LaSecla, giocatore di football americano statunitense (Newbury Park, n. 1987)
- Jordan Lucas, giocatore di football americano statunitense (New Rochelle, n. 1993)

## M(7)
- Jordan Magee, giocatore di football americano statunitense (Towson, n. 2001)
- Jordan Mason, giocatore di football americano statunitense (Gallatin, n. 1999)
- Jordan McFadden, giocatore di football americano statunitense (Spartanburg, n. 1999)
- Jordan Meredith, giocatore di football americano statunitense (Bowling Green, n. 1998)
- Jordan Miller, giocatore di football americano statunitense (Oceanside, n. 1997)
- Jordan Mills, giocatore di football americano statunitense (Thibodaux, n. 1990)
- Jordan Morgan, giocatore di football americano statunitense (Marana, n. 2001)

## N(1)
- Jordan Norwood, giocatore di football americano statunitense (Honolulu, n. 1986)

## P(3)
- Jordan Payton, giocatore di football americano statunitense (Torrance, n. 1993)
- Jordan Phillips, giocatore di football americano statunitense (Towanda, n. 1992)
- Jordan Poyer, giocatore di football americano statunitense (Dallas, n. 1991)

## R(2)
- Jordan Reed, ex giocatore di football americano statunitense (New London, n. 1990)
- Jordan Richards, giocatore di football americano statunitense (Sacramento, n. 1993)

## S(4)
- Jordan Scarlett, giocatore di football americano statunitense (Fort Lauderdale, n. 1996)
- Jordan Shipley, giocatore di football americano statunitense (Temple, n. 1985)
- Jordan Simmons, giocatore di football americano statunitense (Inglewood, n. 1994)
- Jordan Stout, giocatore di football americano statunitense (Abingdon, n. 1998)

## T(5)
- Jordan Taylor, giocatore di football americano statunitense (Denison, n. 1992)
- Jordan Thomas, giocatore di football americano statunitense (Hattiesburg, n. 1996)
- Jordan Todman, giocatore di football americano statunitense (New Bedford, n. 1990)
- Jordan Travis, giocatore di football americano statunitense (West Palm Beach, n. 2000)
- Jordan Tripp, giocatore di football americano statunitense (Missoula, n. 1991)

## V(1)
- Jordan Veasy, giocatore di football americano statunitense (Gadsden, n. 1995)

## W(5)
- Jordan White, giocatore di football americano statunitense (Middleburg Heights, n. 1988)
- Jordan Whitehead, giocatore di football americano statunitense (Pittsburgh, n. 1997)
- Jordan Whittington, giocatore di football americano statunitense (Cuero, n. 2000)
- Jordan Wilkins, giocatore di football americano statunitense (Cordova, n. 1994)
- Jordan Willis, giocatore di football americano statunitense (San Diego, n. 1995)